# انرژی بادی در کانادا

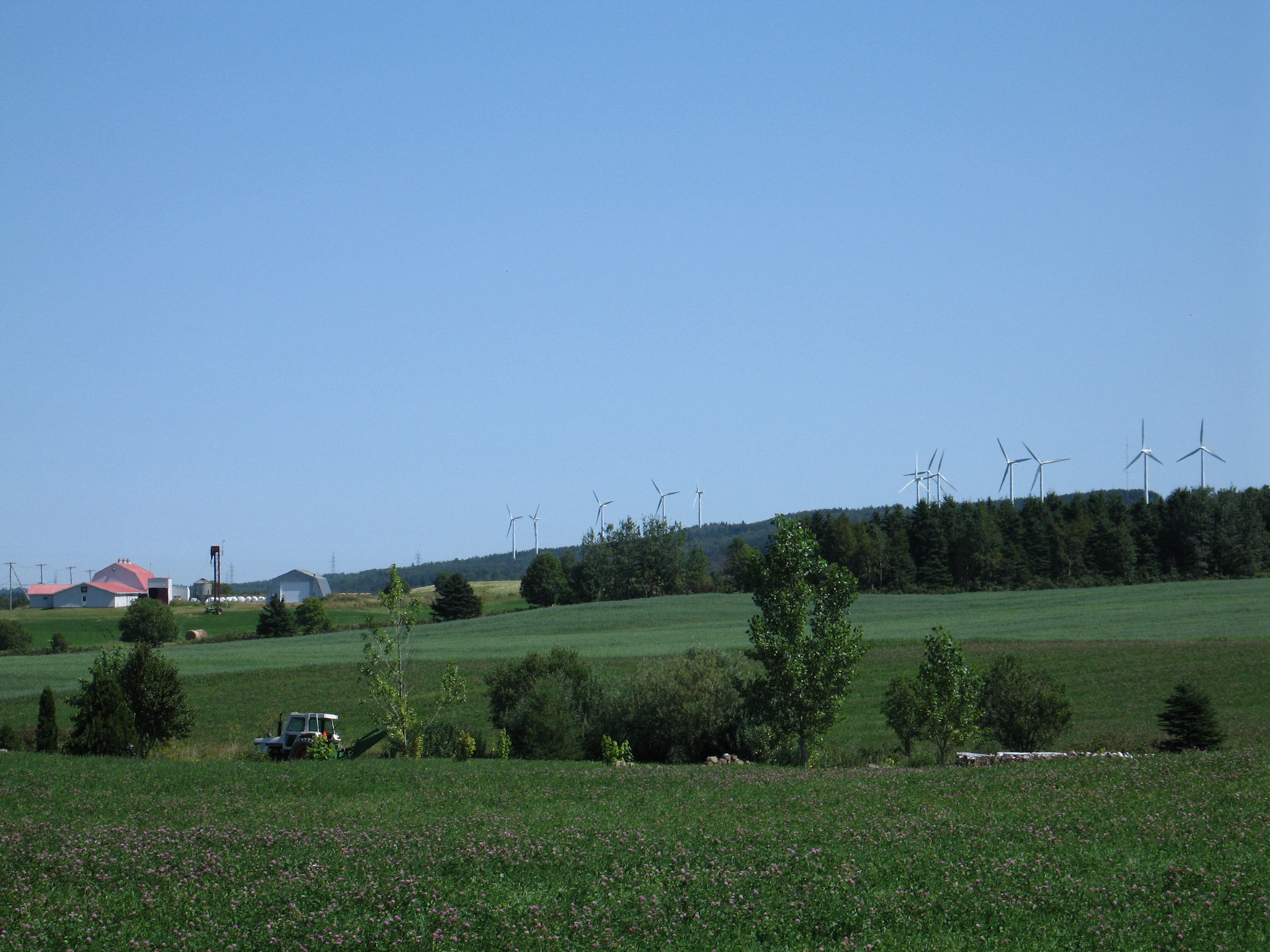
نیروگاه بادی واقع در سن-اولریک (کبک)

سابقه استفاده از انرژی بادی در کانادا به چندین دهه پیش باز می‌گردد. در ماه مه سال ۲۰۱۴ میلادی ظرفیت تولید انرژی بادی برابر ۸٬۵۱۷ مگاوات بود که این میزان حدود ۳٪ برق مورد تقاضا در کانادا را تأمین می‌کرد. انجمن انرژی باد کانادا راهبرد آینده را رسیدن به ظرفیت تولید ۵۵٬۰۰۰ مگاوات برابر ۲۰٪ نیاز برق کشور در سال ۲۰۲۵ با استفاده از نیروی باد مشخص کرده‌است.

## نمای کلی

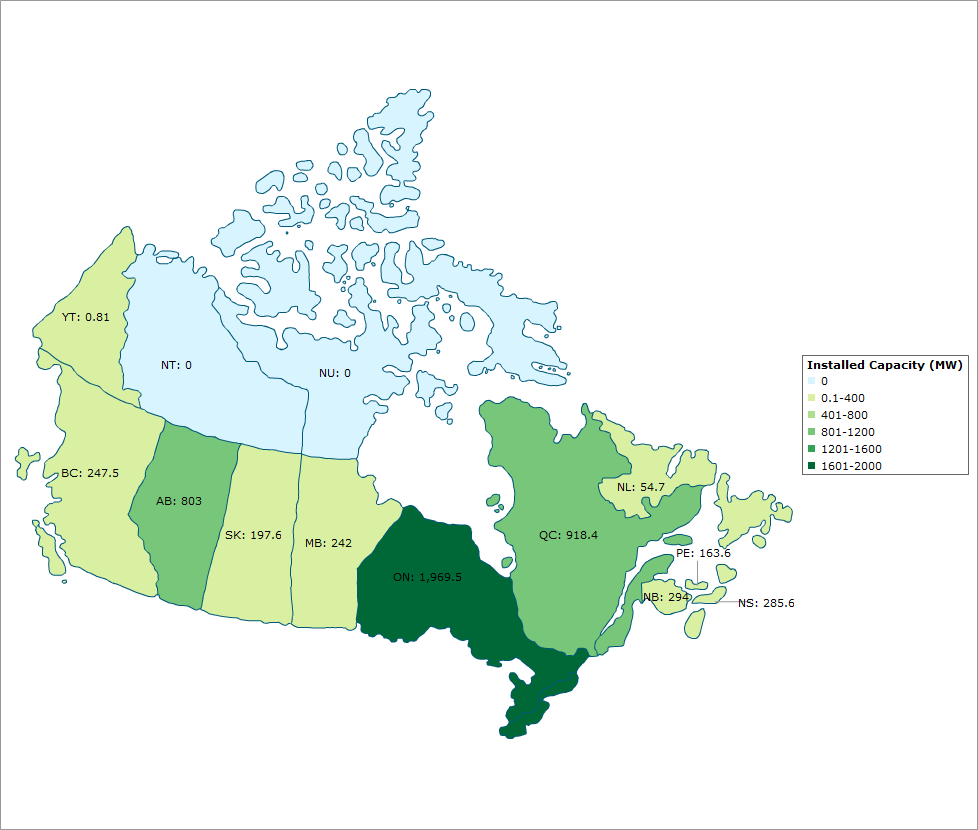
ظرفیت انرژی بادی به تفکیک استان در ژانویه ۲۰۱۲.

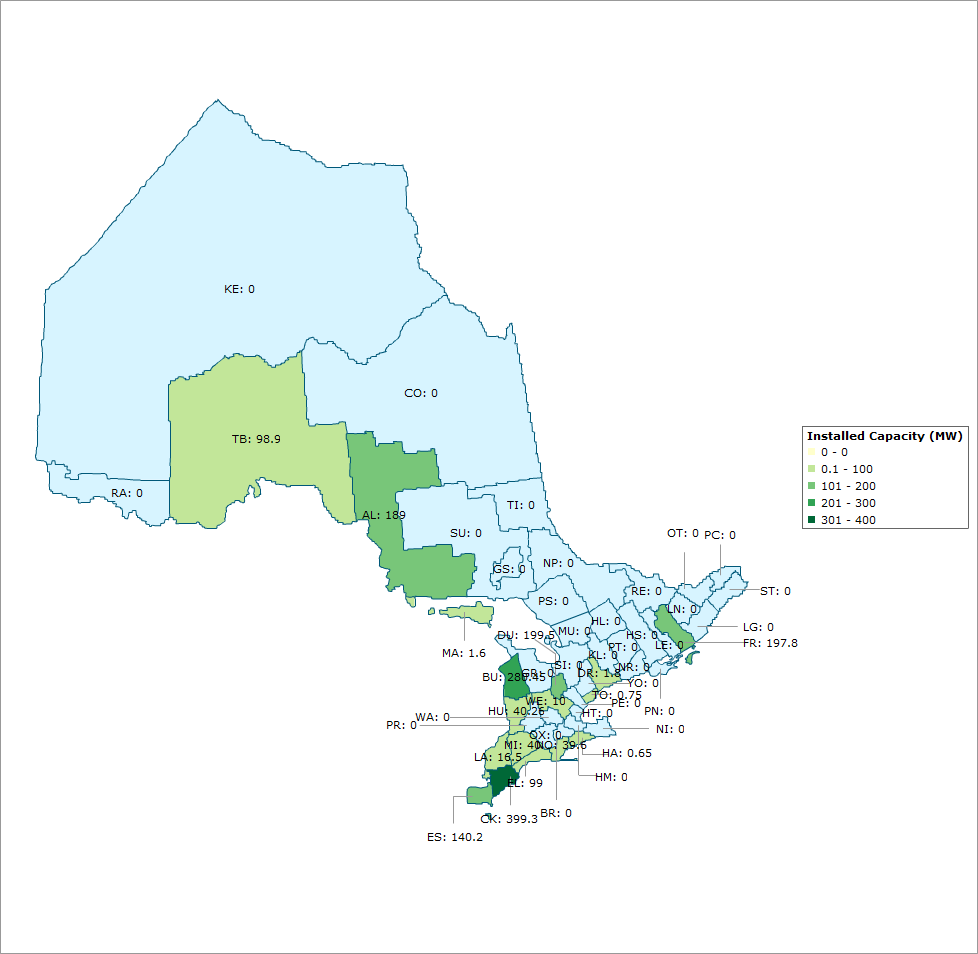
ظرفیت نیروی باد در انتاریو در ژانویه۲۰۱۲

انرژی باد برای تولید انرژی الکتریکی نخستین بار در استان‌های انتاریو، کبک و آلبرتا مورد استفاده قرار گرفت. در طول سال‌های آخر دهه ۱۹۹۰ میلادی و سال‌های آغازین قرن بیست و یکم هر یک از استان‌های کانادا به طور جداگانه طرح استفاده از انرژی باد را به عنوان مکملی جهت تأمین انرژی مورد نیاز شبکه‌شان پیگیری کردند. آلبرتا اولین نیروگاه بادی تجاری را در سال ۱۹۹۳ ساخت. بریتیش کلمبیا آخرین استانی بود که در نوامبر ۲۰۰۹ از انرژی باد جهت تولید برق مورد نیاز شبکه‌اش استفاده کرد.

با افزایش جمعیت، کانادا استفاده از نیروی باد را به عنوان روشی جهت تنوع بخشیدن به منابع انرژی مورد استفاده و کاهش وابستگی به سوخت‌های فسیلی و نیروی برق‌آبی اتخاذ کرده است.
| استان/ قلمرو          | ظرفیت نصب شده فعلی (مگاوات) | ظرفیت نصب شده مورد انتظار در سال ۲۰۲۵(مگاوات) |
| --------------------- | --------------------------- | --------------------------------------------- |
| آلبرتا                | ۱۱۱۶٫۶                      | ۷۰۱۳                                          |
| بریتیش کلمبیا         | ۳۸۹٫۷                       | ۷۸۱٫۷                                         |
| منیبا                 | ۲۵۸٫۵                       | ۲۴۲                                           |
| نیو برانزویک          | ۲۹۴                         | ۳۰۹                                           |
| نیوفاندلند و لابرادور | ۵۴٫۷                        | ۵۴٫۷                                          |
| نواحی شمال غرب        | ۹٫۲                         | ۹٫۲                                           |
| نووااسکوشیا           | ۳۲۴                         | ۳۱۸٫۷                                         |
| انتاریو               | ۲۳۶۶٫۱                      | ۴۴۷۹٫۲                                        |
| پرینس ادوارد آیلند    | ۱۷۳٫۶                       | ۱۷۳٫۶                                         |
| کبک                   | ۱۸۶۶٫۲                      | ۲۸۲۲٫۳                                        |
| سسکچوان               | ۱۹۷٫۶                       | ۱۹۷٫۶                                         |
| یوکان                 | ۰٫۸۱                        | ۰٫۸۱                                          |
| جمع                   | ۷۰۵۱                        | ۱۶۳۹۲٫۶                                       |

## افکار عمومی

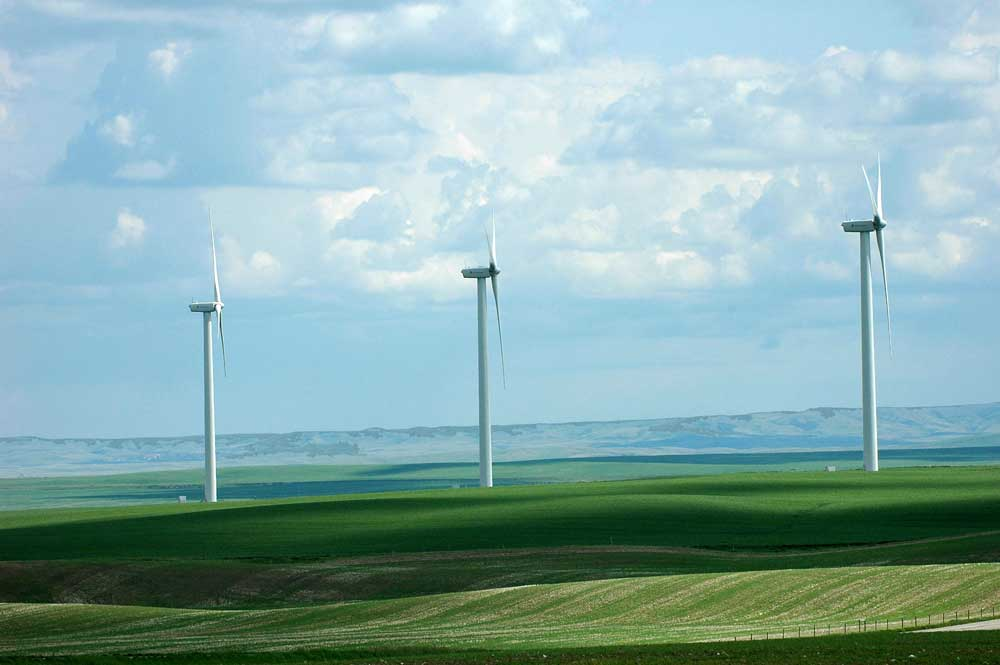
سه توربین از 20 توربین بادی در پروژه برق بادی ماگرات در جنوب آلبرتا. عکس توسط Chuck Szmurlo که در 10 ژوئن 2005 با Nikon D70 و لنز Nikon 70-200 f2.8 گرفته شده است.

در یک نظرسنجی که در اکتبر ۲۰۰۷ انجام شد، ۸۹٪ از پاسخ‌دهندگان اعلام کردند که انرژی‌های تجدیدپذیر مانند نیروی باد و خورشید با توجه به مسائل زیست محیطی برای کانادا اثرات مثبتی خواهد داشت و تنها ۴٪ به خاطر عدم قابلیت اطمینان و گران‌بودن انرژی‌های تجدیدپذیر نظر منفی داشتند.

طی یک نظرسنجی دیگر در آوریل ۲۰۰۷ میلادی تنها ۱۶٪ از مشارکت‌کنندگان نسبت به استفاده از منابع انرژی باد و خورشید ابراز مخالفت کردند در حالی که ۷۵٪ نسبت به توسعه نیروگاه‌های هسته‌ای مخالف بودند.

برخی از مزارع و نیروگاه‌های بادی در کانادا تبدیل به جاذبه گردشگری شده‌اند.

## چشم‌انداز سال ۲۰۲۵
انجمن انرژی باد کانادا که یک نهاد ناسودبر است، رسیدن به ظرفیت تولید ۵۵٬۰۰۰ مگاوات برابر ۲۰٪ نیاز برق کشور در سال ۲۰۲۵ با استفاده از نیروی باد را به عنوان راهبرد اصلی در زمینه استفاده از نیروی باد تعریف و اعلام کرده‌است. این طرح در صورت تحقق، قادر به ایجاد ۵۰٬۰۰۰ فرصت شغلی و درآمد سالانه معادل ۱۶۵ میلیون دلار کانادا خواهد بود.